# Alfabet hiszpański

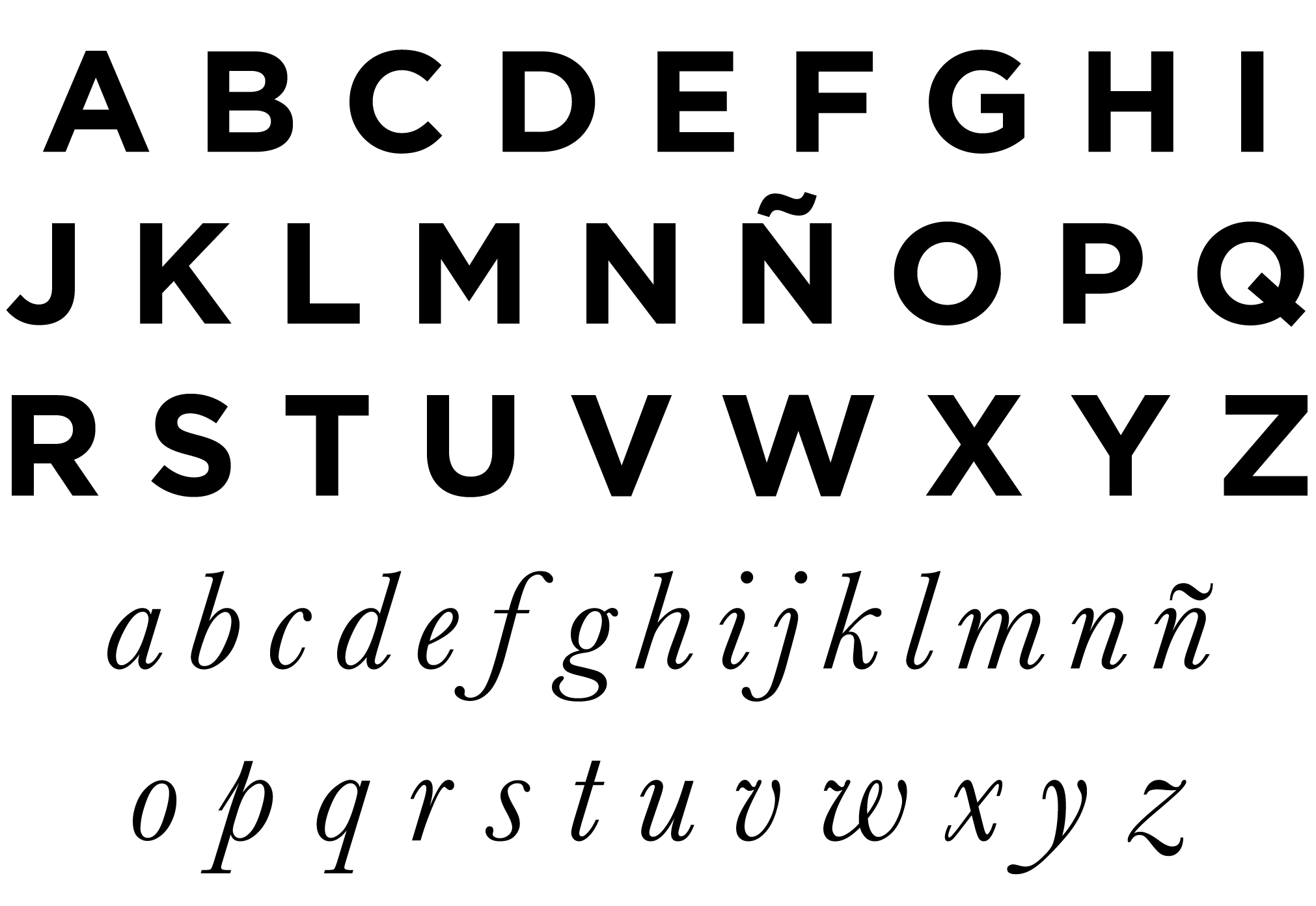
Alfabet hiszpański

Alfabet hiszpański – alfabet oparty na alfabecie łacińskim, służący do zapisu języka hiszpańskiego. Składa się z 26 podstawowych liter alfabetu łacińskiego oraz Ñ.

## Litery
Pełny alfabet hiszpański składa się z następujących 27 znaków:
A, B, C, D, E, F, G, H, I, J, K, L, M, N, Ñ, O, P, Q, R, S, T, U, V, W, X, Y, Z
Litery K i W używane są przede wszystkim w wyrazach zapożyczonych.

## Digrafy
Obowiązujące słowniki traktują „ch”, „gu”, „ll”, „qu” i „rr” jako dwuznaki, nie zaś jako oddzielne litery. Do 2010 r. „ch” i „ll” były jednak traktowane jako osobne litery.

## Znaki diakrytyczne
W ortografii hiszpańskiej zastosowanie mają trzy znaki diakrytyczne: kreska, tylda (nad Ñ) i diereza.
Litery á, é, í, ó, ú i ü nie są częścią alfabetu, ani zasadniczo nie wpływają na alfabetyczną kolejność wyrazów. Jeżeli para wyrazów różni się jedynie znakami diakrytycznymi, brak znaku ma pierwszeństwo nad kreską, a kreska ma pierwszeństwo nad dierezą.